# Gimme Some Truth (álbum)
Gimme Some Truth (en españolː dame algo de verdad) es una caja recopilatoria que contiene cuatro discos con temas remasterizados de John Lennon en las canciones. Los temas de los álbumes incluyen canciones de John sociopolíticas como "Working Class Hero", canciones de amor como "Woman", canciones sobre la vida como "Borrowed Time", y también las raíces de John Lennon en el rock 'n' roll y sus influencias.

## Lista de canciones
Todas las canciones escritas y compuestas por John Lennon, excepto donde se indique:

### Disco 1 (Working Class Hero)
1. "Working Class Hero" - 03:49
2. "Instant Karma! (We All Shine On)" - 03:25
3. "Power to the People" - 03:21
4. "God" - 04:11
5. "I Don't Wanna Be a Soldier" - 06:06
6. "Gimme Some Truth" - 03:14
7. "Sunday Bloody Sunday" (John Lennon/Yoko Ono) - 05:01
8. "Steel and Glass" - 04:39
9. "Meat City" - 02:52
10. "I Don't Wanna Face It" - 03:23
11. "Remember" - 04:35
12. "Woman Is the Nigger of the World" (John Lennon/Yoko Ono) - 05:16
13. "I Found Out" - 03:37
14. "Isolation" - 02:53
15. "Imagine" - 03:04
16. "Happy Xmas (War Is Over)" (John Lennon/Yoko Ono) - 03:33
17. "Give Peace a Chance" - 04:50
18. "Only People" - 03:27

### Disco 2 (Woman)
1. "Mother" - 05:35
2. "Hold On" - 01:50
3. "You Are Here" - 04:09
4. "Well Well Well" - 05:57
5. "Oh My Love" (John Lennon/Yoko Ono) - 02:46
6. "Oh Yoko!" - 04:17
7. "Grow Old with Me" (John Lennon) - Versión de "John Lennon Anthology" - 03:19
8. "Love" - 03:24
9. "Jealous Guy" - 04:16
10. "Woman" - 03:33
11. "Out the Blue" - 03:22
12. "Bless You" - 04:39
13. "Nobody Loves You (When You're Down and Out)" - 05:11
14. "My Mummy's Dead" - 00:49
15. "I'm Losing You" - 03:59
16. "(Just Like) Starting Over" - 03:58
17. "#9 Dream" - 04:46
18. "Beautiful Boy (Darling Boy)" - 04:06

### Disco 3 (Borrowed Time)
1. "Mind Games" - 04:13
2. "Nobody Told Me" (John Lennon) - 03:35
3. "Cleanup Time" - 02:57
4. "Crippled Inside" - 03:48
5. "How Do You Sleep?" - 05:36
6. "How?" - 03:43
7. "Intuition" - 03:07
8. "I'm Stepping Out" - 04:07
9. "Whatever Gets You Thru the Night" - 03:28
10. "Old Dirt Road" (John Lennon/Harry Nilsson) - 04:11
11. "Scared" - 04:39
12. "What You Got" - 03:08
13. "Cold Turkey" - 05:03
14. "New York City" - 04:31
15. "Surprise Surprise (Sweet Bird Of Paradox)" - 02:55
16. "Borrowed Time" - 04:31
17. "Look at Me" - 02:54
18. "Watching the Wheels" - 03:32

### Disco 4 (Roots)
1. "Be-Bop-A-Lula" (Tex Davis/Gene Vincent) - 02:37
2. "You Can't Catch Me" (Chuck Berry) - 04:52
3. "Rip It Up"/"Ready Teddy" (Bumps Blackwell/John Marascalco) - 01:34
4. "Tight A$" - 03:37
5. "Ain't That a Shame" (Fats Domino/Dave Bartholomew) - 02:32
6. "Sweet Little Sixteen" (Chuck Berry) - 03:02
7. "Do You Wanna Dance?" (Bobby Freeman) - 02:53
8. "Slippin' and Slidin'" (Eddie Bocage/Albert Collins/Richard Penniman/James H. Smith) - 02:17
9. "Peggy Sue" (Jerry Allison, Norman Petty/Buddy Holly) - 02:05
10. "Bring It On Home to Me"/"Send Me Some Lovin'" (Sam Cooke)/(John Marascalco/Lloyd Price) - 03:40
11. "Yer Blues (En vivo)" (John Lennon/Paul McCartney) - 03:45
12. "Just Because" (Lloyd Price) - 04:29
13. "Bony Moronie" (Larry Williams) - 03:49
14. "Beef Jerky" - 03:27
15. "Ya Ya" (Lee Dorsey/Clarence Lewis/Morgan Robinson) - 02:20
16. "Hound Dog (En vivo)" (Jerry Leiber/Mike Stoller) - 03:05
17. "Stand by Me" (Ben E. King/Jerry Leiber/Mike Stoller) - 03:33
18. "Here We Go Again" (John Lennon/Phil Spector) - 04:51